# Festival da Canção 1970
Das 7. Festival da Canção (portugiesisch VII Grande Prémio TV da Cançao 1970) fand am 22. Mai 1970 im Cinema Monumental in Lissabon statt. Aus Protest gegen die in der Öffentlichkeit als ungerecht empfundene Bewertung von Simone de Oliveira im Vorjahr, nahm der Sender RTP seine Option zur Teilnahme am Eurovision Song Contest 1970 nicht wahr und setzte das nationale Festival zwei Monate später an.
Moderatoren der Sendung waren Maria Fernanda und Carlos Cruz.
Als Sieger ging Sérgio Borges mit dem Titel Onde vais rio que eu canto hervor.

## Teilnehmer
| Startnr. | Interpret          | Lied                       | Musik und Text                                                       | Rang | Punkte |
| -------- | ------------------ | -------------------------- | -------------------------------------------------------------------- | ---- | ------ |
| 1        | Fernando Tordo     | Escrevo às cidades         | M: Fernando Tordo, Jaime A. Queimado, T: Vítor Manuel Oliveira Jorge | 10.  | 3      |
| 2        | Duarte Mendes      | Então dizia-te             | M: Fernando Tordo, Jaime A. Queimado, T: Vítor Manuel Oliveira Jorge | 9.   | 6      |
| 3        | Hugo Maia Loureiro | Canção de Madrugar         | M: Nuno Nazareth Fernandes, T: José Carlos Ary dos Santos            | 2.   | 73     |
| 4        | Artur Rodrigues    | Velho Sonho                | M/T: Alberto Andrade, Silva                                          | 5.   | 21     |
| 5        | Intróito           | Verdes Trigais             | M: Fernando Poitier, T: Fernando Vieira                              | 3.   | 25     |
| 6        | Sérgio Borges      | Onde vais rio que eu canto | M: Carlos Nóbrega, Sousa, T: Joaquim Pedro Gonçalves                 | 1.   | 84     |
| 7        | Rute               | A voz do chão              | M: Vitor Campos, Jaime Filipe, T: Francisco Nicholson                | 7.   | 11     |
| 8        | Duo Orpheu         | Adeus velha amada          | M: Pedro Osório, T: José Alberto Diogo                               | 8.   | 10     |
| 9        | Paulo de Carvalho  | Corre Nina                 | M: Pedro Osório, T: José Carlos Moura Portugal Sobral                | 4.   | 24     |
| 10       | Maria da Glória    | Folhas verdes              | M: Carlos Canelhas, T: António Sousa Freitas                         | 6.   | 13     |